# Pomponius Bassus (consul en 211)
Pomponius Bassus (fl. 211-221) est un homme politique de l'Empire romain.

## Biographie
Fils de Gaius Pomponius Bassus Terentianus.
Il fut consul en 211 et tribun militaire et légat de légion dans la Mésie inférieure en 217.
Il s'est marié avec Annia Aurelia Faustina et fut le père de Pomponia Ummidia en 219 et de Pomponius Bassus en 220.